# تی-۸۰
تی-۸۰ گونه‌ای تانک اصلی میدان نبرد است که در شوروی طراحی و تولید و از سال ۱۹۷۶ وارد ارتش سرخ شد. تی-۸۰ بر اساس پیشرفت طرح کلی تانک تی-۶۴ طراحی شده و نخستین تانک روسی بود که نیروی محرکه خود را از موتور توربین گاز تأمین می‌کرد.
این تانک تا زمان فروپاشی شوروی پیشرفته‌ترین تانک این کشور بود هرچند تانک ساده‌تر و ارزان‌تر تی-۷۲ همزمان با آن و در شمار بیشتری تولید می‌شد. تولید تی-۸۰ در سال ۱۹۹۲ پایان یافت. در آن زمان مقامات روسیه تصمیم گرفتند تنها تولید مدل ارتقایافته تی-۷۲ با عنوان تی-۹۰ را ادامه دهند. اما اوکراین به تولید گونه دیگری از تی-۸۰ با نام تی-۸۰یودی اقدام کرده که مهم‌ترین تفاوت آن استفاده از موتور سنتی‌تر و ساده‌تر دیزلی به جای موتور توربین گاز است.
هم‌اکنون تی-۸۰های ساخت شوروی در ارتش‌های روسیه، ارمنستان، بلاروس، قبرس، مصر، قزاقستان، کره جنوبی و یمن فعال هستند و تی-۸۰یودی‌های اوکراینی هم علاوه بر استفاده ارتش اوکراین به پاکستان نیز صادر شده‌اند.
در سال ۱۹۹۱ ارتش روسیه اعلام کرد سیاست تولید همزمان دو یا چند تانک را کنار خواهد گذاشت و در نتیجه تولید تنها یکی از تانک‌های تی-۷۲بی یا تی-۸۰یو ادامه خواهد یافت. هرچند تی-۸۰ تانک پیشرفته‌تر و تواناتری بود اما کارخانه سازنده تی-۷۲ با نصب سامانه کنترل آتش و برخی توانایی‌های دیگر تی-۸۰ و اصلاحاتی دیگر در آن تانک تی-۹۰ را طراح کرده که نهایتاً در سال ۱۹۹۵ برنده این رقابت شد. شکست سنگین تانک‌های روسی در جنگ چچن یکی از عواملی بود که باعث شد تا تی-۸۰ از نظر مقامات روسیه بیفتند. هرچند شماری از تی-۷۲ها هم در این نبرد از دست رفتند و دلیل اصلی آن هم روش‌های جنگی اشتباه بود اما شکست تی-۸۰ها غیرمنتظره‌تر بود. ضمن اینکه قیمت بالاتر و مصرف سوخت بالای موتورهای توربین گاز تی-۸۰ هم از مشکلات دیگر این تانک بود.

## ویژگی‌ها
تی-۸۰ از نظر ظاهری شباهت زیادی به تی-۷۲ دارد و بسیاری از ویژگی‌های آن با تی-۶۴ و تی-۷۲ مشترک است. سلاح اصلی تی-۸۰ مثل بقیه تانک‌های روسی ـ از تی-۶۴ به بعد ـ توپ بدون خان ۱۲۵ میلی‌متری با گلوله‌گذار اتوماتیک است و از سه خدمه (راننده، فرمانده و توپچی) بهره می‌برد. موتور توربین گازی آن به سرعت و نیروی آن افزوده‌ایت. تی-۸۰ نخستین تانک روسی بود که از مسافت‌یاب لیزری و سامانه کامپیوتری بالستیکی استفاده می‌کرد که باعث پیشرفت قابل توجهی در سامانه کنترل آتش تانک شده بود. وجود دامن زرهی روی شنی‌های متحرک، و دوازده پرتابگر نارنجک‌های دودزا بر روی برجک از تفاوت‌های بارز ظاهری این تانک نسبت به مدل اصلی تی-۷۲ است. یک دوربین دید در شب با برد ۸۰۰ تا ۱۳۰۰ متر بر روی مدل اصلی تی-۸۰ نصب شده و امکان شلیک تیربار دفاع هوایی ۱۲٫۷ م‌م ان‌اس‌وی مستقر بر روی برجک به صورت الکترونیکی وجود داشت. این تانک هم مثل دیگر تانک‌های مدرن روسی از توانایی شلیک موشک ضدتانک از لوله توپ اصلی بهره‌مند بود اما امکان استفاده از سامانه دید در شب برای شلیک این موشک وجود نداشت.
انواع جدیدی از گلوله‌ها برای توپ اصلی این تانک طراحی شده بود. از جمله گلوله بی‌کا-۲۹ با دماغه سخت که برای شکست زره واکنشی تانک‌های دشمن طراحی شده بود و گلوله‌های آینت (Ainet) که به صورتی طراحی شده بودند که ترکش‌های آن‌ها بر اساس اطلاعاتی که سامانه کنترل آتش از مسافت‌یاب لیزری و دیگر گیرنده‌های خود به دست می‌آورد در محدوده هدف پراکنده شوند و از همین رو گلوله‌های مناسبی برای هدف قرار دادن بالگردها، و سنگرهای مهم به ویژه سنگرهای شلیک موشک‌های ضد تانک بودند. نواخت تیر توپ اصلی تانک هم ۴ گلوله در دقیقه بود. در صورتی که زره واکنشی انفجاری بر روی تی-۸۰ نصب می‌شد بخش جلویی تانک در مقابل تقریباً همه موشک‌های ضدتانک ناتو در آن زمان به‌طور کامل ایمن می‌شد؛ ولی این زره محافظت تانک در مقابل گلوله‌های زره‌شکاف فلزی متکی بر انرژی جنبشی را افزایش نمی‌داد.
سرعت چرخش ۳۶۰ درجه برجک تی-۸۰ حدود ۶ ثانیه یعنی تقریباً به سرعت ام۱ آبرامز و ام۲ بردلی ارتش آمریکاست. ظرفیت حمل مهمات این تانک ۳۹ گلوله ۱۲۵ میلی‌متری، ۶ موشک ضد تانک، ۱۲۵۰ فشنگ ۷٫۶۲ م‌م و ۵۰۰ فشنگ ۱۲٫۷ م‌م است. این تانک توان حرکت در عمق ۱٫۸ متری آب بدون هیچ آماده‌سازی، عمق ۵ متری با استفاده از اسنورکل و عمق ۱۲ متری با سامانه برود-ام (BROD-M) را دارد.

## مدل‌ها
انواع مختلف تی-۸۰ که در شوروی، روسیه و اوکراین ساخته شده یا می‌شوند در این فهرست آمده‌است (حرف کا (K) به مدل فرماندهی اشاره دارد. حرف وی (V) به مدل‌های همراه با زره واکشنی انفجاری و عدد ۱ به مدل‌های ساده‌تر و بدون توانایی شلیک موشک ضدتانک اشاره دارد).
- تی-۸۰ (۱۹۷۶): نخستین مدل با موتور توربین گاز به قدرت ۱۰۰۰ اسب بخار و مسافت‌یاب لیزری، اما بدون توانایی شلیک موشک ضدتانک و زره واکنشی
- تی-۸۰بی (۱۹۷۸): مدل ارتقایافته با موتوری به قدرت ۱۱۰۰ اسب بخار (از ۱۹۸۰)، برجک بهبودیافته، سامانه کنترل آتش بهبودیافته، زره کامپوزیتی تقویت‌شده، توپ ارتقایافته (از ۱۹۸۲) و گلوله‌گذار اتوماتیک جدید با توانایی شلیک موشک ضد تانک ۹ام۱۱۲–۱ کبرا، زره واکنشی انفجاری (از ۱۹۸۵) با افزایش معادل ۴۰۰ میلی‌متر فولاد ورقه‌ای به قدرت حفاظتی زره تانک در مقابل گلوله‌های ضدتانک
- تی-۸۰آ (۱۹۸۲): یک برجک بزرگتر و با زره قوی‌تر و سامانه کنترل آتش بهبودیافته که هم بر روی تی-۸۰ و هم بر روی تی-۶۴بی‌وی نصب شد.
- تی-۸۰یو (۱۹۸۵): زره واکنشی جدیدی به نام کا۵، دوربین‌های بهتر توپچی، و موشک جدید ۹کا۱۱۹ رفلسکس و از سال ۱۹۹۰ هم موتور جدید توربین گار به قدرت ۱۲۵۰ اسب بخار
- تی-۸۰یودی (۱۹۸۷): مدل اوکراینی طراحی موروزوف با موتور دیزلی به قدرت ۱۰۰۰ اسب بخار و تیربار ضدهوایی با کنترل از راه دور
- تی-۸۴ (۱۹۹۹): مدل اوکراینی تی-۸۰ یودی با موتور ارتقایافته ۱۲۵۰ اسب بخار و برجک جدید طراحی موروزوف. این مدل یکی از سریع‌ترین تانک‌های اصلی میدان نبرد دنیاست. کمتر از ده دستگاه برای اوکراین ساخته شده و تایلند ۲۰۰ دستگاه سفارش داده‌است که تحویل آن‌ها از سال ۲۰۱۳ آغاز خواهد شد تا جایگزین تانک‌های قدیمی آمریکایی ام۴۱ واکر بولداگ شوند. پرو هم در حال ارزیابی و مقایسه این تانک با تی-۹۰اس، ام۱ آبرامز و تی-۸۰های روسی برای انتخاب یک تانک جدید است.
- تانک عقاب سیاه (دهه ۱۹۹۰): یک طرح لغو شده که تنها ماکت‌هایی از آن به نمایش درآمد. در عقاب سیاه شاسی تانک درازتر شده و یک جفت چرخ به آن اضافه شده بود. برجک تانک هم بسیار بزرگ شده و قسمت جداگانه‌ای در آن برای حمل مهمات پیش‌بینی شده بود. این پروژه به دلیل مشکلات مالی، نقایص طرح و عملکرد وحشتناک تی-۸۰ در جنگ چچن به‌طور رسمی در سال ۲۰۰۱ لغو شد.